# Carl Lampert
Carl Lampert (Göfis, 9 gennaio 1894 – Halle an der Saale, 13 novembre 1944) è stato un presbitero austriaco, beatificato nel 2011 da papa Benedetto XVI.

## Biografia
Compì gli studi istituzionali di filosofia e teologia nel seminario maggiore di Bressanone e il 12 maggio 1918 fu ordinato sacerdote dal vescovo Franz Egger: fu cappellano di Sankt Martin a Dornbirn fino al 1930, quando fu inviato al Collegio teutonico di Santa Maria dell'Anima di Roma per studiare diritto canonico. A Roma fu nominato monsignore e lavorò presso il tribunale della Rota.
Nel 1938, anno dell'Anschluss, tornò in Austria e il 15 gennaio 1939 fu nominato provicario del vescovo di Innsbruck.
Denunciò spesso le ingerenze del regime nazista negli affari ecclesiastici e condannò l'arresto di Otto Neururer, entrando così in aspro contrasto con il Gauleiter Franz Hofer.
Nel 1940 fu internato tra i prigionieri politici a Dachau e Sachsenhausen, poi, nell'agosto 1941, fu inviato al confino in Pomerania, presso Stettino.
Arrestato con l'accusa di spionaggio, fu processato ad Halle e condannato alla decapitazione insieme ad altri due sacerdoti oppositori del regime (Frederick Lawrence e Herbert Simoleit): la sentenza fu eseguita ad Halle an der Saale il 13 novembre 1944.

## Il culto
È stato proclamato beato il 13 novembre 2011 nel corso di una cerimonia celebrata nella chiesa di Sankt Martin a Dornbirn e presieduta dal cardinale Angelo Amato, prefetto della Congregazione per le Cause dei Santi, in rappresentanza di papa Benedetto XVI.